# Cyanocorax hafferi
Cyanocorax hafferi (лат.) — вид птиц из семейства врановых. Эндемик Бразильской Амазонии. Обитают в лесах, встречаются практически исключительно в междуречье рек Мадейры и Пуруса в штате Амазонас. Вид был открыт в 2002 году Марио Кон-Хафтом (долго оставался не опознанным: голотип добыт только в январе 2005) и описан в 2013. Назван в честь немецкого орнитолога Юргена Хаффера (1932—2010), наиболее известного предложенной им в 1969 году гипотезой плейстоценового «убежища».
МСОП присвоил виду охранный статус NT.